# 湯浅枝里子
湯浅 枝里子（ゆあさ えりこ、1984年12月14日 - ）は、日本の女優・歌手。千葉県出身。
趣味はスノーボード、特技はダンス・ドラム・歌・和太鼓。以前は宝映テレビプロダクションに所属。

## 来歴
- 2004年、山本リンダのプロデュースユニット『Linda☆Linda』のメンバーとして、「超☆狙いうち2004 Featuring Linda Yamamoto」をリリース。

## 出演

### テレビドラマ
- 恋とおしゃれと男のコ（2002年12月7日、BS-i） - 早苗 役

### バラエティ
- HEY!HEY!HEY! MUSIC CHAMP（2004年）
- やぐちひとり 携帯シネマ『エレベーター大作戦』（2007年）

### CM
- ローソン
- ナンバーズ

### 舞台
- 『BRAIN WASH 〜頭の中が騒ぐのさ〜』（脚本：水野宗徳 / 演出：今村クニト、2003年）
- 『トウキョウラヂヲ』（監修：水野宗徳 / 脚本：金沢知樹 / 演出：今村クニト、2005年） - 吉永文 役
- 『魔界DanceShow』（脚本・演出：大久保圭介、2006年） - エリン 役
- 『太った奴ほど よく笑う』（脚本：木滝りま / 演出：樹木まさひこ、2009年）